# عصام نور الدين العباسي
عصام نور الدين العباسي الملقب ب«أبي جعفر»، هو شاعر فلسطيني .

## سيرة
ولد في مدينة بيروت في عام 1924، حيث كانت تسكن عائلة والدته التركية الأصل. عاش عصام وترعرع في مدينة نابلس حيث كان يعمل والده الأستاذ نور الدين العباسي في سلك التعليم ومفتشا في دائرة المعارف الفلسطينية

## النشاط الأدبي
بدأ نشاطه الأدبي في سن مبكرة، تعلم في مدارس نابلس الابتدائية والثانوية ثم انتقل إلى مدينة القدس لإتمام دراسته في مدرسة المطران وخلال دراسته بدأت عنده موهبة الشعر وكتابة النثر وأجاد اللغة العربية. انتقل مع عائلته إلى مدينة حيفا سنة 1945 وبدأ يعمل بالصحافة وكتابة الشعر والمقالات السياسية والاجتماعية فعمل في جريدة «فلسطين» و«المهماز» و«الاتحاد» و«الجديد» و«الغد» فنشر فيها عدة قصائد شعرية ومقالات. كان نشيطا في الحزب الشيوعي طيلة أيام حياته. علم اللغة العربية في مدرسة الفرير ومدرسة ماريوحنا الإنجيلية في حيفا. انتقل سنة 1977 إلى مدينة القدس فعمل في عدد من المجلات والصحف العربية حتى انتقل للعمل في «جمعية الدراسات العربية» حيث تابع نشاطه الأدبي والثقافي في القدس وحيفا والناصرة والضفة الغربية ويافا والمثلث وعكا

## وفاته
توفي اثر مرض عضال لم يمهله كثيرا في مدينة حيفا في 1989 دون أن يحقق حلمه بإصدار ديوانه الذي أطلق عليه اسم «لهب القصيد» تحية منه لصديقه الشاعر أبي سلمى.